# Leucohya texana
Espèce
Leucohya texana est une espèce de pseudoscorpions de la famille des Bochicidae.

## Distribution
Cette espèce est endémique du Texas aux États-Unis. Elle se rencontre dans le comté d'Uvalde dans la grotte Frio Queen Cave.

## Description
La femelle holotype mesure 3,7 mm.

## Étymologie
Son nom d'espèce lui a été donné en référence au lieu de sa découverte, le Texas.

## Publication originale
- Muchmore, 1986 : Additional pseudoscorpions, mostly from caves, in Mexico and Texas (Arachnida: Pseudoscorpionida). Texas Memorial Museum Speleological Monograph, vol. 1, no 1, p. 17-30 (texte intégral).